# Деднейминг
Деднейминг — употребление имени, данного трансгендерному человеку при рождении, но больше им не используемого, в том числе паспортного имени в случае, если человек не сменил имя в документах. Слово происходит от англ. deadnaming, которое образовано от слов dead name (с англ. — «мёртвое имя»). Деднейминг может быть случайным, а может использоваться намеренно для отрицания значимости гендерной идентичности человека. Намеренный деднейминг является формой трансфобии.
Трансгендерные люди, стремящиеся избежать деднейминга, могут столкнуться с бюрократическими препятствиями при законной смене имени. Опубликованные авторы, совершившие переход, могут испытывать дискомфорт от появления своего прежнего имени в библиографических метаданных, которые сложно обновить. Некоторые социальные медиа-платформы и организации внедрили политику, направленную на предотвращение деднейминга, например, стандартизировали использование предпочитаемых имён вместо юридических, или официально запретили практику деднейминга.

## Понятие
Как пишет издание Heroine, отказ от деднейминга — это «проявление вежливости по отношению к трансгендерному человеку и признание его прав». Деднейминг может способствовать развитию или ухудшению проблем с психическим здоровьем и психических расстройств, включая депрессию или суицидальную идеацию. Также публичное обращение к человеку по имени, ассоциированному с другим гендером, может привести к аутингу, что повышает риск физического и сексуального насилия.
Трансгендерные люди зачастую воспринимают деднейминг как оскорбление, попытку лишить собственную гендерную идентичность значимости. Поскольку для многих трансгендерных людей процесс перехода сопряжён со множеством проблем, старое имя может напоминать о болезненном прошлом в прежнем гендере, не соответствующем нынешней идентичности. При этом выбор нового имени является важной частью трансгендерного перехода. Деднейминг же способен запустить триггер у трансгендерного человека и причинить психологический дискомфорт. Особенно часто люди сталкиваются с деднеймингом в больницах, школах, полицейских департаментах и других государственных учреждениях, особенно если официально не изменили свои данные в документах.

## История
Летом 2019 года стало известно, что голливудский профсоюз SAG-AFTRA собирается подать иск к базе данных о кинематографе IMDb за то, что она публикует прежние имена трансгендерных актёров без их согласия. Это требование поддержали такие ЛГБТ-организации США, как ГЛААД, Национальная рабочая группа по проблемам ЛГБТ, Трансгендерный юридический центр и Федерация равенства. Среди трансгендерных актёров, чьё прежнее имя было указано на сайте IMDb, — известная по сериалу «Оранжевый — хит сезона» Лаверна Кокс, которая называла деднейминг и мисгендеринг «максимальным оскорблением». Ник Адамс, директор ГЛААД по репрезентации трансгендерных людей, тогда также заявил: «Раскрывать такую информацию о трансгендерных людях, как их имя при рождении, без их согласия — это вмешательство в частную жизнь. Это только подрывает истинную идентичность трансгендерных людей, а также может подвергнуть их риску дискриминации и даже насилия». После угроз судебными исками ресурс IMDb пошёл на уступки и изменил свою политику, разрешив «удалять имена, данные при рождении, если они не являются публично известными». Тема деднейминга также обсуждалась в связи с трансгендерным каминг-аутом актёра Эллиота Пейджа.
В то же время вопрос использования прежних имён трансгендерных людей рассматривался в контексте проблемы границ свободы слова. В октябре 2018 года в условиях использования социальной сети «Твиттер» появилась информация о том, что повторный мисгендеринг или деднейминг будет считаться правонарушением, которое может повлечь блокировку аккаунта. Некоторые пользователи интернета назвали такое изменение в политике соцсети нарушением свободы слова. По мнению писательницы и транс-активистки Паркер Моллой, напротив, запрет деднейминга способствует развитию свободы слова, поскольку позволяет транс-людям выражать своё мнение без опасений получить в ответ «выражение их нелегитимности» в форме деднейминга.